# Dariusz Skrzypczak
Dariusz Skrzypczak (* 13. November 1967 in Rawicz, Polen) ist ein ehemaliger polnischer Fußballspieler und aktueller -trainer.

## Vereinskarriere
Dariusz Skrzypczak war vor allem wegen seiner Vereinstreue bekannt. In seiner gesamten Profikarriere spielte er bei nur zwei Vereinen. In Polen war das Lech Posen, bei denen er von 1982 bis 1994 spielte, und in der Schweiz der FC Aarau. Hier war er von 1994 bis 2003 tätig. Nach Beendigung seiner Profikarriere spielte Skrzypczak noch zwei Jahre bei unterklassigen Vereinen (FC Hochdorf und FC Langenthal) in der Schweiz.

## Nationalmannschaft
Skrzypczak absolvierte für Polen von 1991 bis 1992 sieben Länderspiele.

## Trainerkarriere
Nach Beendigung seiner Spielerlaufbahn trainierte Skrzypczak die U-16 Mannschaft des FC Luzern. Von Juli 2010 bis Juni 2011 trainierte er den FC Emmenbrücke in der 2. Liga interregional, der vierten Spielklasse in der Schweiz. Seit dem
1. Juli 2019 unterstützt er den Trainer von Lech Posen Dariusz Żuraw als sein Assistent.

## Erfolge
- Dritter U18-EM (1984)
- Polnischer Meister (1990, 1992 und 1993)
- Polnischer Pokalsieger (1988)
- Polnischer Supercupsieger (1991 und 1993)